# Schlesiens vojvodskap
Schlesiens vojvodskap (polska województwo śląskie) är ett vojvodskap i södra Polen, beläget i det historiska landskapet Övre Schlesien, en del av det historiska landskapet Schlesien (polska Śląsk) som vojvodskapet är uppkallat efter. Med en yta på 12 333 km² och omkring 4 593 000 invånare (2014) är Schlesiens vojvodskap mycket tättbefolkat och mycket industrialiserat. Huvudstad är Katowice. 
Regionen utgjorde en del av den preussiska provinsen Schlesien, men efter Tysklands nederlag i andra världskriget 1945 hamnade regionen öster om Oder-Neisse-linjen och införlivades med Polen, varefter den tyska befolkningen fördrevs.

## Städer
- Katowice
- Częstochowa
- Bielsko-Biała
- Jaworzno
- Bytom
- Chorzów
- Dąbrowa Górnicza
- Gliwice
- Jastrzębie-Zdrój
- Mysłowice
- Ruda Śląska
- Rybnik
- Siemianowice Śląskie
- Sosnowiec
- Świętochłowice
- Tychy
- Zabrze
- Żory